# 布里安扎堡
布里安扎堡（義大利語：Castello di Brianza，意为“布里安扎的城堡”）是意大利莱科省的一个市镇。总面积3.63平方公里，人口2462人，人口密度678.2人/平方公里（2009年）。国家统计（ISTAT）代码为097019。
布里安扎堡与巴尔扎戈、科莱布里安扎、多尔扎戈、罗瓦尼亚泰、圣玛丽亚奥埃和锡尔托里接壤。